# Acanthina paucilirata
Acanthina paucilirata är en snäckart som först beskrevs av Robert Edwards Carter Stearns 1871.  Acanthina paucilirata ingår i släktet Acanthina och familjen purpursnäckor. Inga underarter finns listade i Catalogue of Life.